# 外確率
外確率（がいかくりつ、英: exotic probability）とは、[0, 1]の範囲の外側を扱う確率論の一分野である。
外確率に関する論文の主な著者はサウル・ヨッセフである。彼によると、確率値として有効な数は、実数、複素数、四元数である。 ヨッセフは外確率に関する理論としてリチャード・ファインマン、ポール・ディラック、スタンリー・グッダー、S.スリニヴァサンの論文を引用している。
外確率を量子力学へ応用する研究についてウィリアム・ジェフェリスは、「この方法は必要でない。私の見方では光明どころか混乱を引き起こす。」と述べている。